# نوف عبد العزيز
نوف عبد العزيز هي ناشطة ومدونة سعودية متخصصة باللغة العربية ومهتمة بالإعلام وعملت في عدة مجالات كالتسويق الإلكتروني.

## التدوين الشخصي
بدأت التدوين في المنتديات ومن ثم انتقلت إلى التدوين المستقل أواخر عام 2008 وأخيراً إلى التدوين في الشبكات الإجتماعية وتوقفت عن التدوين بشكل مفاجئ بداية عام 2012.
شاركت مع فريق العمل لجائزة هديل الحضيف للإعلام الجديد في السنة الثانية.

## العمل الإعلامي
بدأت عملها الإعلامي في صحيفة سبق عام 1429هـ بكتابة بعض المقالات ثم التطوع للعمل في إدارة التحرير لمدة عام ونصف، انتقلت بعد ذلك للعمل في قناة المجد كمعدة لبرنامج حياة تك والشاشة لك ثم شاركة في إدارة التطوير بقناة سمسم للأطفال، كما عملت في مؤسسة سالكون للإعلام وكاتبة ومحررة في موقع الإعلام الجديد السعودي بالإضافة إلى مجلة رؤية. عملت بعد ذلك كمتعاونة مع المفكرة الإعلامية بعمل بعض اللقاءات وكاتبة في صحيفة شمس وصحيفة الشرق وأخيرا مجلة حياة للفتيات.

## النشاط الحقوقي
- أنشأت حملتين لإطلاق سجناء الرأي مبارك الزعير ومحمد العبد الكريم على الفيسبوك حتى تم إطلاقهما من السجن.
- هي أول من أطلق وسم e3teqal والذي تغير مستقبلاً إلى اعتقال بعد دعم تويتر للأوسمة العربية وكان لها إسهامات كبيرة في التوعية بملف المعتقلين في السعودية عبر التدوين الإلكتروني.[3]
- حاولت المشاركة في التصويت بالانتخابات البلدية مع فتاتين عام 2011.[4]
- من أوائل من تحدث عن ملف السجناء السعوديين بالعراق عبر تدوينة في مدونتها الشخصية وعلى أثر هذه التدوينة تناقلت بعض الصحف والبرامج الإعلامية هذا الملف.[5]
- شاركت بكتابات عن حقوق ذوي الإعاقة و اليوم العالمي لحقوق الإنسان كسفيرة في مبادرة سفراء التغريد العربي.[6]

## الاعتقال
اعتُقلت نوف عبد العزيز يوم الأربعاء الموافق لـ 6 يونيو/حزيران من عام 2018 ضمنَ الحملة التي شنّتها السلطات السعودية على عددٍ من النشطاء والناشطات في مجال حقوق الإنسان وكانت نوف قد أبدت قلقها بشأن سلامتها منذ منتصف مايو/أيار من نفسِ العام عقبِ انتشار خبر اعتقال المُدوِّنة السعودية إيمان النفجان ما دفعها إلى التوقفِ عن إبداء آرائها على حسابها الشخصي في تويتر. بعدَ أيامَ قيلة من اعتقالها؛ تضامنت مياء الزهراني مع نوف من خِلال تغريدة لها على حسابها الشخصي في موقع تويتر كما نشرت مقالة لنوف كانت قد كتبتها قُبيلَ اعتقالها. ساعات قليلة فقط حتى تمّ اعتقال مياء هي الأخرى ولم تُفصح وزارة الداخلية أو أيّ جهة سياديّة أخرى داخلَ الدولة عن سببِ الاعتقال أو مكان الاحتجاز أو أيّ معلومات أخرى.
خلّفَ اعتقالُ نوف – ومن قبلها عزيزة ولجين وإيمان وسمر وغيرهنّ ومن بعدها الزهراني – ردود فعل كثيرة حيثُ تساءلت منظمة مراسلون بلا حدود قائلةً: «بَينما تتهم السلطات السعودية المدونين والصحفيين برسم صورة سيئة عن المملكة، فإن حملات الاعتقالات هذه هي التي تسيء في الواقع إلى سمعة السعودية ... سلطات المملكة نفسها تدمر الصورة التقدمية التي تحاول الترويج لها». فيما علّق المُعارض والناشط الحقوقي السعودي المُقيم في لندن يحيى العسيري على الموضوع قائلًا: «السلطات السعودية لن تستطيع مخادعة العالم كلّه من خلال حملات إعلانية في الخارج أنفقت عليها ملايين الدولارات ... هذا الوضع لن يستمر مهما حاولت السلطات السعودية إسكات الناس باعتقال النشطاء.»